# مارغريت بايارد سميث
مارغريت بايارد سميث (بالإنجليزية: Margaret Bayard Smith)‏ (20 فبراير 1778، بنسيلفانيا في الولايات المتحدة - 7 يونيو 1844)؛ روائية أمريكية.